# Ornbau
Ornbau este un oraș din Franconia Mijlocie, landul Bavaria, Germania.